# Van Hornekazerne

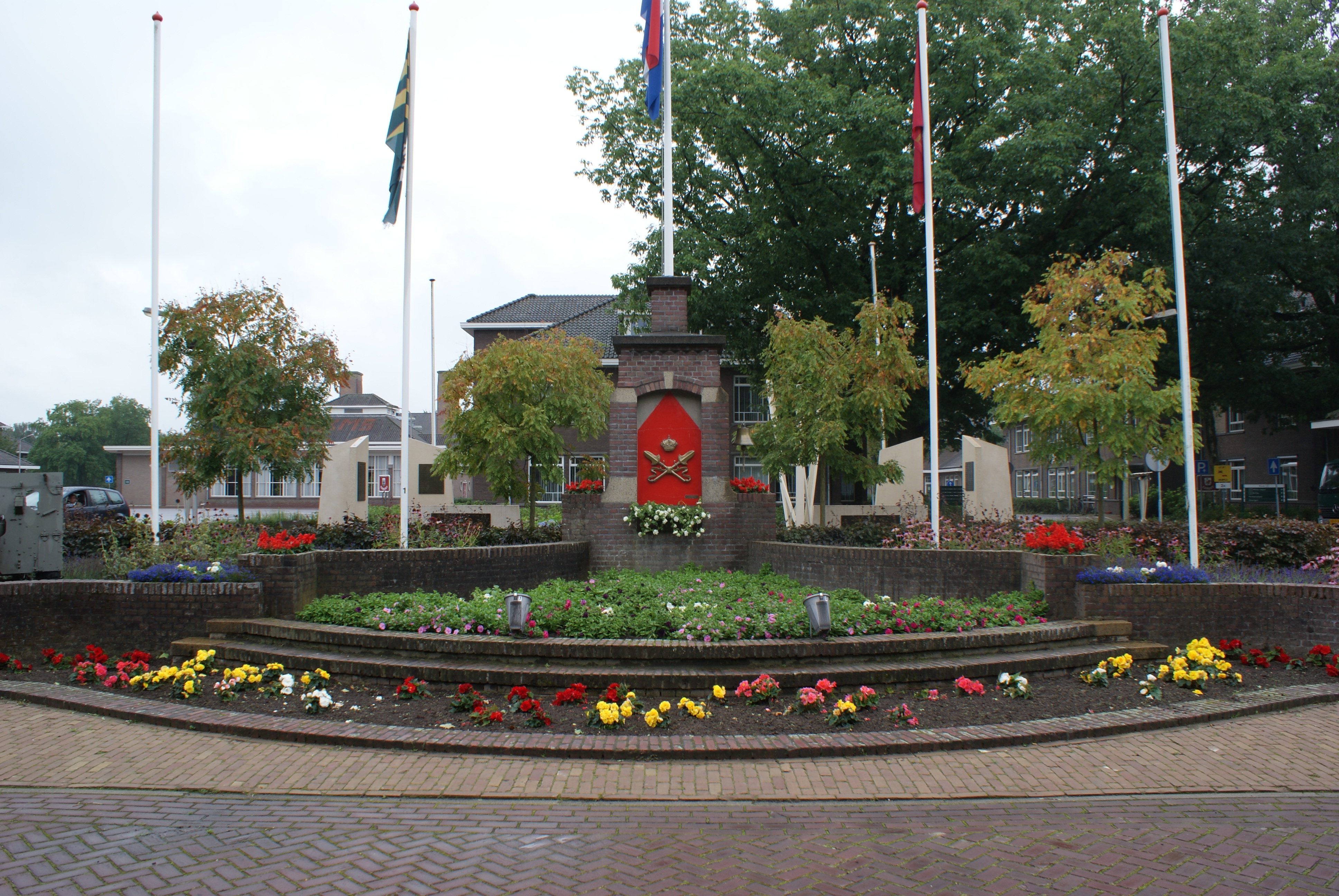
Van Hornekazerne

De Van Hornekazerne is een kazernecomplex te Weert, gelegen aan de Kazernelaan. Het terrein beslaat meer dan 17 hectare.

## Oprichting en oorlogsjaren
De bouw van de kazerne komt voort uit de in 1937 gedane opdracht om 16 standaardkazernes voor de Infanterie te ontwerpen. De architect was A. Boost, een kapitein bij de genie. Er waren kleine kazernes, die een bataljon omvatten, en grote kazernes, die een regiment (regimentsstaf én twee bataljons) huisvesten.
De Weerter kazerne werd gebouwd in 1938 en werd vernoemd naar Willem Adriaan II van Horne (1633-1694).
In de kazerne werd het 2e bataljon IV Regiment Infanterie gelegerd, dat kwam te wonen in de wijk Keent. De Sint-Jozefkerk werd eveneens in Keent gebouwd ten dienste van het garnizoen. De militairen moesten echter reeds in mei 1940 de Peel-Raamstelling betrekken om de oprukkende nazi-troepen tegen te houden. De kazerne bleef leeg achter en werd spoedig door de Duitse bezetter in gebruik genomen. In september 1944 vertrokken de Duitse militairen ook weer overhaast.
Nu waren het op hun beurt de Engelse legereenheden die van de kazerne gebruik maakten en constateerden dat er nog de reuk van Teutonen zou hangen. Ook zouden er op de muren afbeeldingen aangetroffen zijn van Teutoonse schonen, dik en blond, dartelend in de alpenweiden. Hiervan is niets meer bewaard gebleven. In november 1944 kreeg de kazerne nog bezoek van Dwight D. Eisenhower.
Na de Tweede Wereldoorlog werd de kazerne een opleidingscentrum voor de militairen die vrijwillig naar Indonesië werden uitgezonden (Stoottroepers). Toen in 1949 de soevereiniteit aan de Indonesiërs werd overgedragen, kwam hier een einde aan.

## Opleidingsinstituut
In 1951 werd de Onderofficiersschool hier gevestigd, die in 1961 het predicaat "Koninklijke" verkreeg. Hier werden alle onderofficieren van de Koninklijke Landmacht opgeleid.
In 1945 waren er ongeveer 15 gebouwen gereedgekomen. In 1948 en 1949 werden gebouwen voor opslag en sport bijgebouwd. In 1951 werd een onderofficiersmess gebouwd, in 1952 een gebouw voor de logistiek, en in 1962 de Majoor Ligthart School, die een aanvullende opleiding op MAVO-niveau bood. In 1971 kwam een gebouw voor de vrouwelijke leerling-onderofficieren gereed en in 1973 een zwembad. In 1990 kwam er nog een afzonderlijk gebouw voor medische voorzieningen. In 1992 werden twee "hotelgebouwen" opgeleverd en in 2001 kwam nog een gebouw gereed. In 1998 werd een sporthal geopend. Er werkten toen ook een 100-tal burgers in de kazerne.

## Sluiting
Eind 2011 werden de eerste sluitingsplannen geopenbaard. Op 19 december 2014 werd de kazerne -ondanks protesten van betrokkenen- gesloten en de militairen verhuisden naar de Jan van Schaffelaerkazerne te Ermelo. De inventaris van het Museum der Limburgse Jagers verhuisde naar Oirschot.
In 2015 werd bekend dat het COA een aanvraag had ingediend om op het terrein een Asielzoekerscentrum in te richten waar 1000 mensen konden worden opgevangen. Deze aanvraag werd ingewilligd en de opvang werd versneld gerealiseerd.